# José Fernando Escobar
José Fernando Escobar, mais conhecido como Chepe Escobar (Manizales, 20 de dezembro de 1954 – 3 de janeiro de 2004) foi um matemático colombiano, conhecido por seu trabalho sobre geometria diferencial e equações diferenciais parciais. Foi professor na Universidade Cornell.
Estudou matemática na Universidade del Valle, Colômbia. Obteve um mestrado no Instituto de Matemática Pura e Aplicada (IMPA), Rio de Janeiro. Obteve um PhD na Universidade da Califórnia em Berkeley em 1986. Em 1994 foi professor do Departamento de Matemática da Universidade Cornell. Morreu em 3 de janeiro de 2004 após prolongada doença.